# Mauro Bolognini
Mauro Bolognini (ur. 28 czerwca 1922 w Pistoi, zm. 14 maja 2001 w Rzymie) – włoski reżyser i scenarzysta filmowy. Laureat Nagrody David di Donatello za całokształt twórczości (1999).

## Wybrana filmografia
- Piękny Antonio (1960)
- Arabella (1967)
- Metello (1970)
- Dziedzictwo Ferramontich (1976)
- Dama kameliowa (1981)
- Pustelnia parmeńska (serial, 1982)